# Yeongju
Yeongju is een stad in de Zuid-Koreaanse provincie Gyeongsangbuk-do. De stad telt ruim 108.000 inwoners en ligt in het oosten van het land.

## Bestuurlijke indeling
- Punggi-eup (풍기읍)
- Buseok-myeon (부석면)
- Munsu-myeon (문수면)
- Pyeongeun-myeon (평은면)
- Isan-myeon (이산면)
- Bongheon-myeon (봉현면)
- Sunheung-myeon (순흥면)
- Jangsu-myeon (장수면)
- Anjeong-myeon (안정면)
- Dansan-myeon (단산면)
- Yeongju 1-dong (영주1동)
- Yeongju 2-dong (영주2동)
- Gaheung 1-dong (가흥1동)
- Gaheung 2-dong (가흥2동)
- Hyucheon 1-dong (휴천1동)
- Hyucheon 2-dong (휴천2동)
- Hyucheon 3-dong (휴천3동)
- Sangmang-dong (상망동)
- Hamang-dong (하망동)

## Stedenbanden
- Suzhou, China
- Gangnam, Zuid-Korea